# Albert Sanahuja i Puig
Albert Sanahuja i Puig (Valls, 26 de març del 1913 – 1 d'abril del 1999) va ser músic, professor de música i compositor, amb una trajectòria vital fortament arrelada a Valls i les comarques veïnes.

## Biografia
Va ser violí concertino en orquestres com Els Escolans, de Sant Sadurní d'Anoia, i l'Orquesta Sinfónica de Ceuta. També va ser intèrpret de saxòfon, tible, flabiol i contrabaix, en formacions musicals tan variades com les cobles o orquestres Els Vermells, de Valls, L'Espanya de Montblanc, La Lira de Sant Celoni i l'Orquestra Marabú, de Valls, que va representar molts anys. També tingué gran vinculació amb l'entitat Aroma Vallenca, que l'homenatjà diverses vegades. L'any 1978 dirigia el cor tarragoní L'Àncora.
En el camp de la composició tingué una activitat prolífica. Compongué dues Misses i dues sarsueles, música simfònica, més de 40 cançons, un centenar de sardanes (més una vuitantena de sardanes revesses) i altres obres. També recuperà la música del Ball de la Moixiganga de Valls quan aquest entremés folklòric va ser reprès després de molts anys d'inactivitat. El seu fons musical es conserva a l'Arxiu Municipal de Valls.
L'ajuntament de Valls el nomenà el 1977 Xiquet de Valls Honorari en categoria d'or.

## Obres
- Ball de la Moixiganga de Valls, instrumentació per a gralla «Enllaç». Arxivat de l'original el 2016-03-03. [Consulta: 24 febrer 2009].
- La batalla del Ebro (1975), suite per a orquestra simfònica
- La calçotada (1968), poema simfònic en quatre temps per a orquestra
- De Valls a Andorra la Vella, poema simfònic per a orquestra, que conté la Pregària a la Verge de Meritxell (amb lletra de Joan Oliver) i una Sardana de Germanor amb lletra de Xavier Plana.
- Decennals 1971 (1971), suite per a orquestra
- Festes decennals 1951
- Himne a Valls (1966), amb lletra d'Alfons Galimany i Soler
- Himne d'Andorra la Vella, escrit en ocasió de l'agermanament amb la ciutat de Valls (1967)
- Himne del Club Bàsquet Valls (1985), amb lletra d'Enric Ballesté
- Maria del Lledó (1966), Missa
- Missa a Maria de la Candela
- Nit de Nadal, cançó
- El pagès del llamp. Estampes vallenques (1971), per a cor, amb lletra de Pere Català i Pic
- Para Emilia, minuet per a veu i orquestra
- Pont de Goi 1809 (1966), suite per a orquestra simfònica
- Pregària a la Mare de Déu de la Candela (1966), amb lletra de Ferran Casas
- Pregària a Maria del Lledó (1966), amb lletra de Rafael Serra
- Rapsòdia húngara número 1, per a violí i orquestra
- Rondó, per a orquestra
- Rosa de mayo (1945), sarsuela amb lletra de Tomàs Mestres
- Sonata núm. 2 (1966), per a orquestra
- Suite mediterrània Tarragona Imperial (1970)
- Els titans Xiquets de Valls
- Tormenta de verano (1946), sarsuela amb lletra d'Isidre Rabadà
- Un nus (1974), suite per a orquestra
- Vidal i Barraquer, el cardenal de la pau (1970), cantata per a cor i orquestra, amb lletra de Ramon Muntanyola
- Els xiquets de Valls, suite per a cobla

- Dues Misses, a Maria del Lledó i a Maria de la Candela
- Pregàries a la Mare de Déu de la Serra i a la del Remei
- Tres rapsòdies per a violí i piano
- Tres sonates per a violí i piano
- Suites per a orquestra simfònica

### Sardanes
- A Capafonts
- A Carme Cortada
- A Josep Ventura
- A l'amic Daroca (1976), particel·les[Enllaç no actiu]
- A l'amic Segura
- A la gent de Sant Celoni (1989)
- A la meva Teresa
- A la Verge de la Riera (1977) particel·les[Enllaç no actiu]
- A Montserrat Dolcet (1996)
- A Roses
- Abril
- Agrupació 50
- Aires planencs
- Anna Rossato
- Aplec Baix Camp (1971)
- L'aplec de Prades (1973)
- Aroma Vallenca
- Barcelona sardanista
- Bonica Montserrat (1967)
- Botarell
- El campanar de la Masó
- Les campanes del cloquer
- Can Giralt
- Cançó de la sardana
- Carme i Jordi
- Carme i Josep Moncunill
- Colla Tarragona
- Delfí Sanahuja
- Els dos amics
- Elisabet sardanista (1992), obligada de tenora
- Elisenda
- En Xavier de Sarrià
- Encarnació Cassadó (1990) particel·les
- Esclat de joventut
- Fira de sant Ponç
- Flors a la Verge
- La Font de la Llet
- La Font de Santa Magdalena
- Les fonts de Mas Miquel
- Les fonts del Glorieta (1974)
- Els gegants de Reus (1974), finalista de la Sardana de l'any 1975
- Els gegants de Valls
- La glorieta
- Ignasi
- Ivan
- Joan a Montserrat
- Joan i la Roser
- Joan Maria i Montserrat
- Joana i Antoni (1991)
- Joel
- Jordi enjogassat (1963)
- Judit Pàmies
- Lídia
- El llonguet de Reus (1971)
- Maria Candela
- Maria Neus
- Maria Teresa i Ramon Maria Rué
- Masia Bou (1974)
- Montseny persistent enyorança (1991)
- Montserrat Mercadé
- Montserrat Miró
- Núria Dalmau
- Olga Sanahuja
- Petits vallencs
- El pi de Puig Pelat
- El Pla de Santa Maria
- Els pobrets de la Torrassa (1952)
- Pubilleta de Puig-reig
- Ramon Esteve (1990)
- Ramon Martí Queraltó
- Rebrots de joventut
- Recordant el mestre Aleu (1984)
- Recordant en Quimet (1990)
- Rectoria vella (1990)
- Reusenca (1967)
- Roger Pàmies
- Rosa Maria Sanahuja
- Rotllana oberta (1987)
- Sadurninenca (1955)
- Sant Magí de la Brufaganya
- Santa Maria de Castellar de n'Hug
- Siguem i Som
- Simpàtica Montserrat (1975)
- Tinc festa
- Tres gotes d'aigua
- Vailets de la Geltrú
- Valls i els seus xiquets
- Vila vermella (1986)
- Vilafranca en festa (1954)

- Alguns títols de revesses: A Montserrat, Adelaida, Albert, Amadeu, Amor, Bernat, Claudi, Crispí, Cubelles, Daniel, Esperança, La Fraternal, Els gegants, Ivo, Lambert, Leandre, Mar endins, Medir, Mònica, Napoleó, Olga, Recordant Brahms, Recordant Schubert, Robert, Rosa Maria, Salomé, Soledat, Teresa (1974)

## Discografia
- Disc amb Festes de la Candela 1951 i Pont de Goi 1809 (1967)